# Облуй, Кшиштоф
Кшиштоф Юзеф Облуй (пол. Krzysztof Józef Obłój; род. 30 октября 1954) — польский экономист, теоретик и практик науки управления, преподаватель Варшавского университета, Академии Леона Козминского, руководитель Illinois Executive MBA Warsaw, советник президента Польши. Родился 30 октября 1954 в Кожьли под Лодзем в семье известного польского химика профессора Юзефа Облуя. В 1977 окончил Главную торговую школу в Варшаве(Варшавская школа экономики). В 1980 году под руководством Анджея Козминского защитил докторскую диссертацию на тему сотрудничества научных центров и предприятий отрасли машиностроения. В 1986 опубликовал свою первую книгу «Управление: прикладной аспект». В 1996 году получил звание профессора Варшавского университета.
Сегодня Кшиштоф Облуй преподаёт в нескольких варшавских ВУЗах, регулярно посещает с лекциями ведущие бизнес-школы мира, среди которых Yat Sen University, University of Illinois (США), Bodo Graduate School of Management (Норвегия), ESCP-EAP (Франция), Bled School of Management-International Management Development Center (Словения). Книги и статьи учёного публикуются в Европе и Америке, а польскоязычные издания стали настоящими бестселлерами. Отдельные книги были переведены на английский и русский языки. В своих работах профессор Облуй использует богатый опыт бизнес-консультанта. Он оказывал помощь таким фирмам, как Vienna Insurence Group, Henkel, LPP, Asea Brown Boveri, Nivea, Macro Cash and Carry, PZU, Orlen и др. в области проектирования стратегии, организационной культуры и структуры. Сейчас является членом или председателем наблюдательных советов ряда ведущих польских предприятий, а также советником президента Польши.

## Основные труды
- Krzysztof Obłój, Pasja i dyscyplina strategii, Poltex, Warszawa 2010.
- Krzysztof Obłój, Zarządzanie strategiczne, PWE, Warszawa 2007.
- Krzysztof Obłój, Janusz Palikot, Myśli o nowoczesnym biznesie, Słowo/Obraz Terytoria, Gdańsk 2003.
- Krzysztof Obłój, Strategia organizacji, PWN, Warszawa 2002.
- Krzysztof Obłój, Strategia sukcesu firmy, PWE, Warszawa 1998.
- Krzysztof Obłój, Strategia organizacji: budowanie trwałej przewagi konkurencyjnej, PWE, Warszawa 1996.
- Krzysztof Obłój, Andrzej K. Kozmiński, Donald P. Cushman, Winning: Continuous Improvement Theory in High Performance Organizations, 1995, 204 strony, State University of Albany, ISBN 978-0-7914-2522-0.
- Krzysztof Obłój, Mikroszkółka zarządzania, PWE, Warszawa 1994.
- Krzysztof Obłój, Organizacja i zarządzanie, PWN, Warszawa 1993.
- Steven A. Cavaleri i Krzysztof Obłój, Management Systems: A Global Perspective, Belmonth, California, Wadsworth, 1993, ISBN 0-534-92511-1.